# Zadvarje

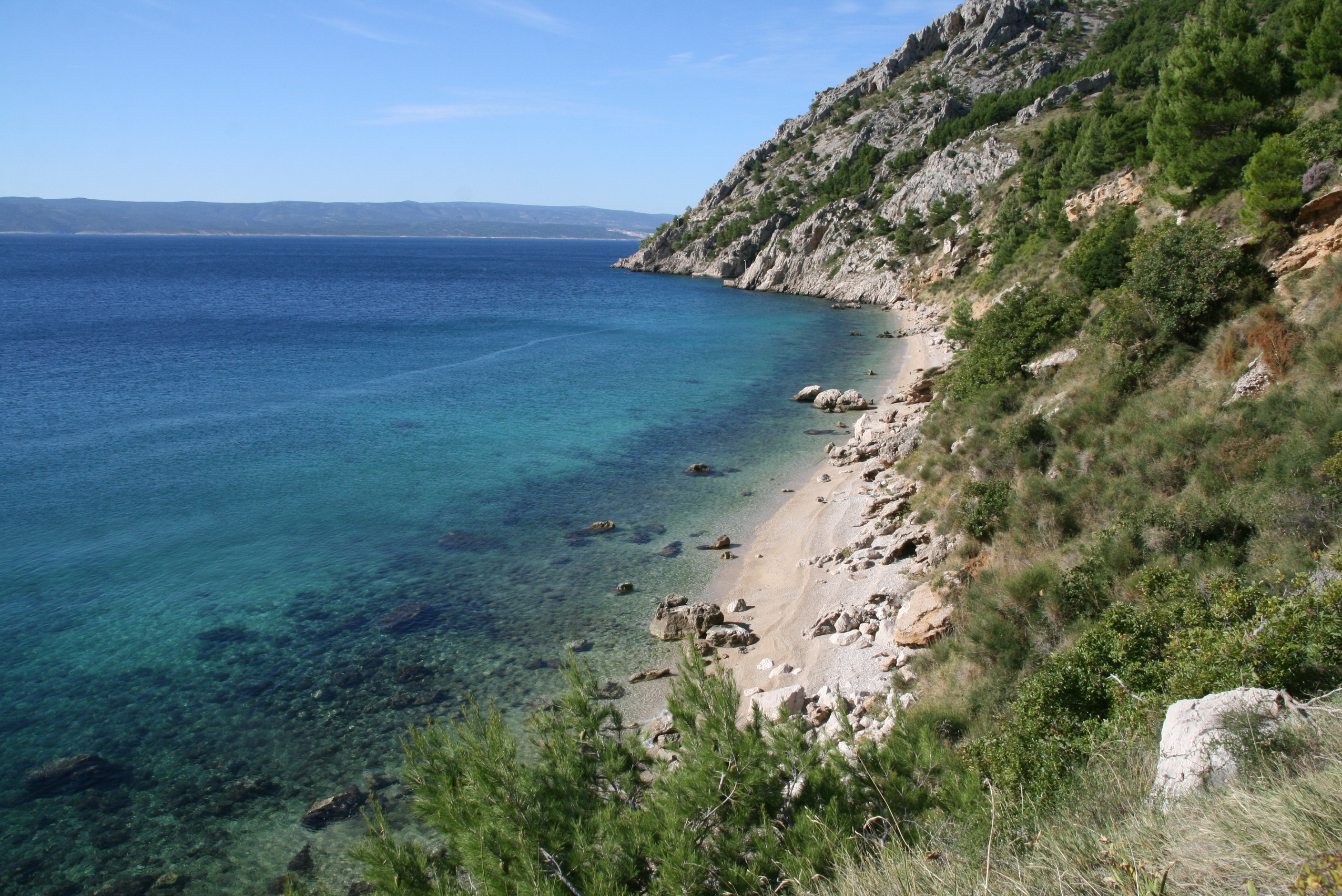
Pláž Vruja

Zadvarje (italsky Duare) je vesnice a správní středisko stejnojmenné opčiny v Chorvatsku ve Splitsko-dalmatské župě. Nachází se asi 25 km severozápadně od Makarské. V roce 2011 zde žilo 289 obyvatel, díky čemuž je Zadvarje po opčině Civljane druhou nejmenší opčinou v Chorvatsku a nejmenší chorvatskou opčinou zahrnující pouze jedno sídlo.
Nejbližšími sídly jsou Gornja Brela, Podgrađe, Slime, Šestanovac a Žeževica, nejbližší přímořská letoviska jsou Brela a Pisak. Vesnicí prochází silnice D39. Kolem Zadvarje protéká řeka Cetina. Ačkoliv se centrum vesnice nachází ve vnitrozemí, opčina zasahuje malou částí i k pobřeží a zahrnuje pláž Vruja.